# 망성로
망성로(望城路)는 전북특별자치도 익산시 낭산면에서 망성면까지 이르는 익산시도로, 총 연장은 4.146 km이다. 이 도로에는 주변에 대한민국 최대의 닭고기 전문 가공업체인 하림이 위치해 있다.

## 유래
도로명의 유래는 낭산로 구간 내에 위치한 하림 입구에서 시작하여 어량리 송정마을과 내촌리, 무형리를 거쳐 강경읍 접경까지 연결되는 길이다.

## 노선 정보
- 총 연장 : 4.146 km
- 기점 : 전북특별자치도 익산시 낭산면 석천리 산4-14 (석천삼거리 = 함낭로와 교차)
- 종점 : 전북특별자치도 익산시 망성면 무형리 산151-7 (여강로와 교차)

## 지리

### 통과하는 지자체
- 익산시
  - 낭산면 (석천리) - 망성면 (어량리 - 무형리)

### 접촉하는 도로
- 함낭로 (지방도 제724호선)
- 여강로 (지방도 제799호선)

### 주변에 있는 시설
- 공장 : 하림, 상발도정공장
- 기타 시설 : 하발마을회관
- 하천 : 어량천